# 台湾假繁缕
台湾假繁缕（学名：Theligonum formosanum），又名台湾纤花草，为假繁缕科假繁缕属下的一个种。